# Pseudastylopsis pini
Pseudastylopsis pini là một loài bọ cánh cứng trong họ Cerambycidae.